# Turtmann-Unterems
Turtmann-Unterems ist eine Munizipalgemeinde im Schweizer Kanton Wallis. Sie entstand am 1. Januar 2013 mittels Fusion der vormaligen Gemeinden Turtmann und Unterems und gehört zum Bezirk Leuk.

## Bevölkerung
| Bevölkerungsentwicklung | Bevölkerungsentwicklung | Bevölkerungsentwicklung | Bevölkerungsentwicklung | Bevölkerungsentwicklung | Bevölkerungsentwicklung | Bevölkerungsentwicklung | Bevölkerungsentwicklung |
| ----------------------- | ----------------------- | ----------------------- | ----------------------- | ----------------------- | ----------------------- | ----------------------- | ----------------------- |
| Jahr                    | 2010                    | 2011                    | 2012                    | 2013                    | 2014                    | 2015                    | 2016                    |
| Einwohner               | 1157                    | 1139                    | 1121                    | 1125                    | 1111                    | 1117                    | 1108                    |

## Gemeindepräsidenten
| Amtszeit  | Name              | Partei |
| --------- | ----------------- | ------ |
| 2013–2016 | Christian Jäger   | SP     |
| 2017–     | Marcel Zenhäusern | CVP    |